# Ligne de Kouvola à Joensuu
La ligne de Kouvola à Joensuu (finnois : Kouvola–Joensuu-rata), dite aussi ligne de Carélie (finnois : Karjalan rata), est une ligne de chemin de fer du réseau de chemin de fer finlandais, qui relie la gare de Kouvola à la gare de Joensuu.

## Histoire
La première voie ferrée de Carélie est prête en 1894,.
La voie menait de  Viipuri à Joensuu par Sortavala. 
Mais à la suite du traité de Moscou la plus grande partie de la voie Viipuri–Joensuu reste dans les territoires cédés à l'URSS. La Finlande ne gardera que le tronçon entre Niirala et Joensuu.

## Infrastructure

### Ligne
La ligne de chemin de fer de Carélie est longue de 325,8 kilomètres, électrifiée tout au long du trajet et elle est a deux voies jusqu'à Luumäki. 

### Gares

Des gares
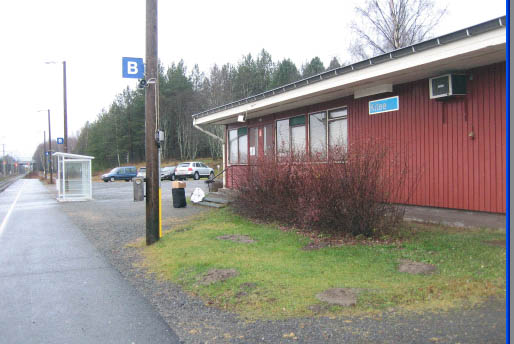
Gare de Kitee
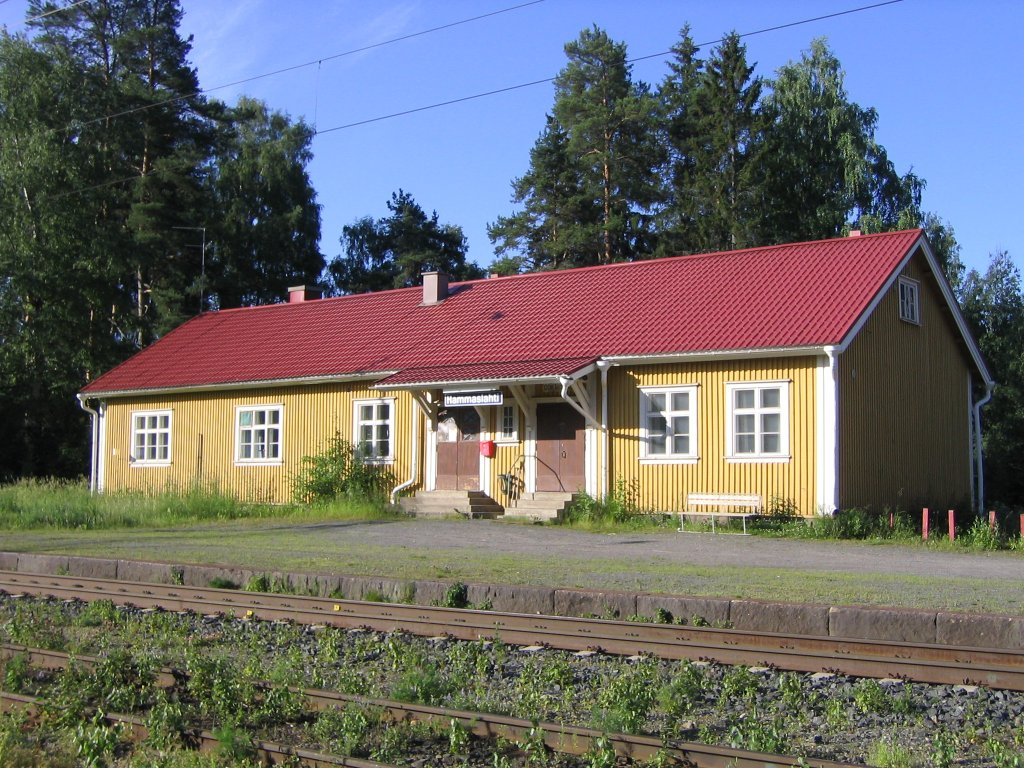
Gare d'Hammaslahti.
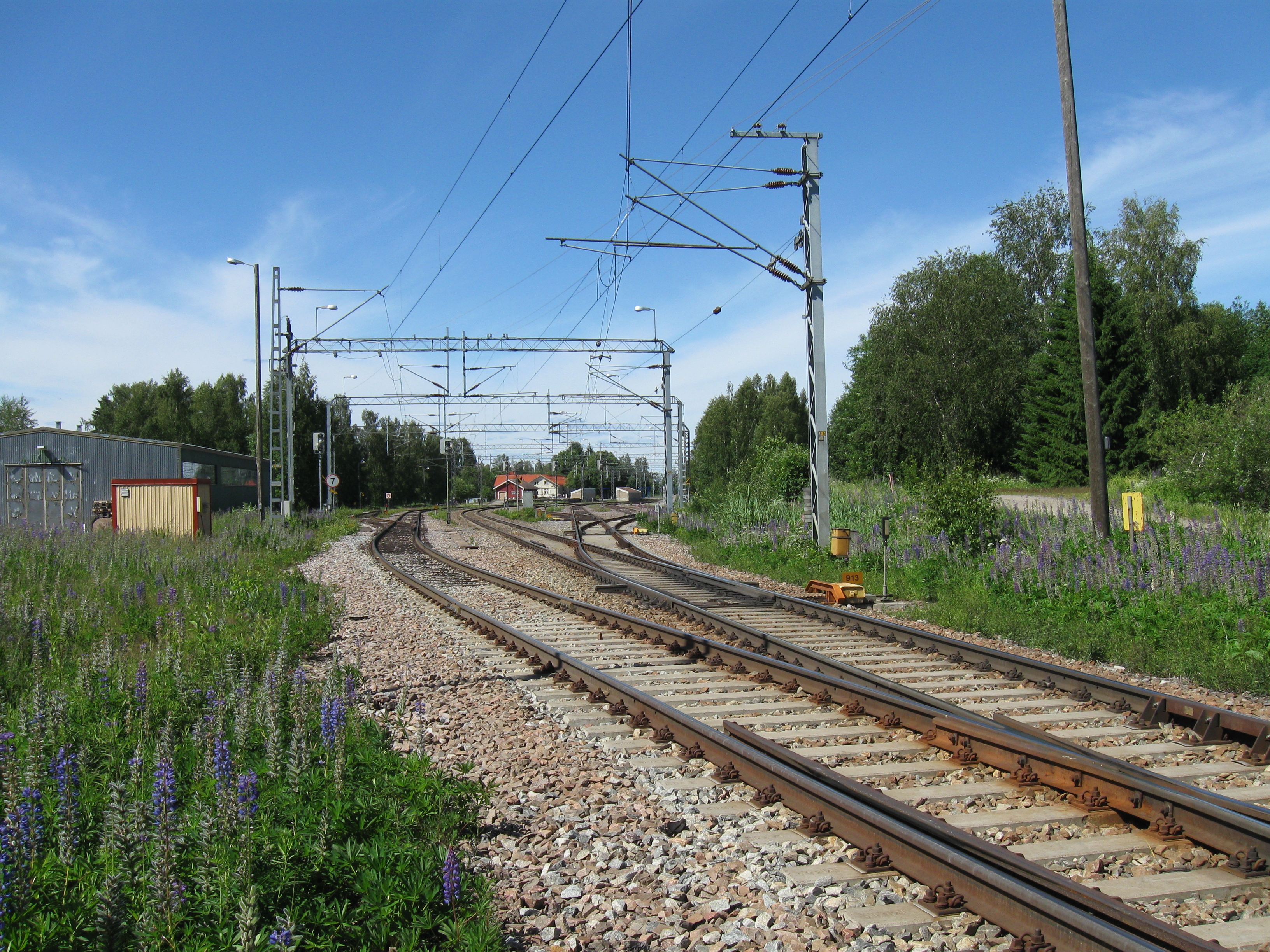
Dépôt de Parikkala.

## Exploitation
Quotidiennement, six trains Pendolino et InterCity circulent vers Joensuu, et un train InterCity vers Imatra.